# ماريان دالي سكوت
ماريان دالي سكوت هي رسامة وفنانة كندية، ولدت في 26 يونيو 1906 في مونتريال في كندا، وتوفي بنفس المكان في 28 نوفمبر 1993.